# Votre Majesté
Pour le prédicat honorifique, voir Sa Majesté.
Votre Majesté ou Son Altesse au Québec  (Your Highness) est un film américain réalisé par David Gordon Green, sorti en 2011.

## Synopsis
Le prince Thadeous, arrogant et paresseux, doit effectuer une quête pour sauver son royaume avec l'aide de son frère Fabious, héritier présomptif. Ils doivent sauver la fiancée de Fabious, Belladonna, enlevée par le sorcier Leezar.

## Fiche technique
- Titre : Votre Majesté
- Titre québécois : Son Altesse
- Titre original : Your Highness
- Réalisation : David Gordon Green
- Scénario : Ben Best, Danny McBride
- Photographie : Tim Orr
- Montage : Craig Alpert
- Direction artistique : Gary Freeman
- Décors : Dominic Capon
- Costumes : Hazel Webb-Crozier
- Musique : Steve Jablonsky
- Production : Scott Stuber
- Production exécutive : Andrew Z. Davis, Mark Huffam, Danny McBride, Jon Mone
- Société de production : Stuber Productions
- Société de distribution :  Universal Pictures
- Pays d'origine : États-Unis
- Langue : anglais
- Classification: tous publics
- Dates de sortie : 
  -  États-Unis : 8 avril 2011
  -  France : 28 septembre 2011

## Distribution
- James Franco (VFB : Marc Weiss ; VQ : Patrice Dubois)[1] : Fabious

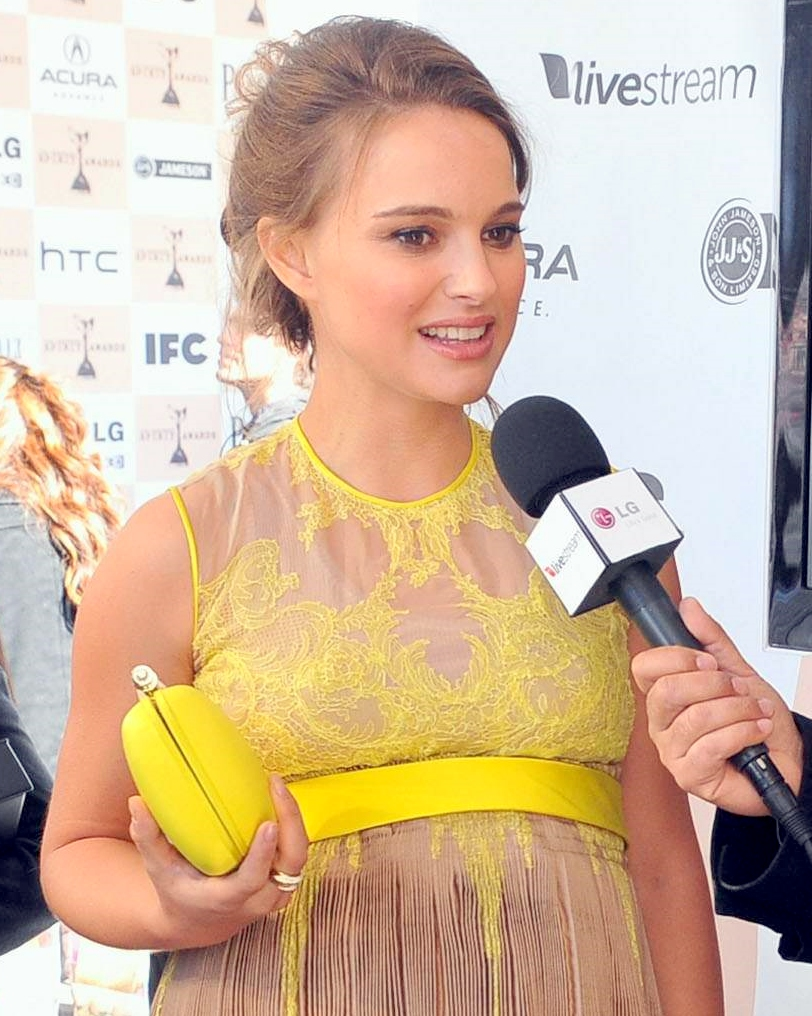
L'actrice Natalie Portman aux 2011 Film Independent's Spirit Awards.

- Danny McBride (VFB : Lionel Bourguet ; VQ : Louis-Philippe Dandenault) : Thadeous
- Natalie Portman (VFB : Marcha Van Boven ; VQ : Camille Cyr-Desmarais) : Isabel
- Zooey Deschanel (VFB : Mélanie Dermont ; VQ : Catherine Proulx-Lemay) : Belladona
- Justin Theroux (VFB : Erwin Grünspan ; VQ : Carl Béchard) : Leezar
- Damian Lewis (VFB : Philippe Résimont ; VQ : Gilbert Lachance) : Boremont
- Charles Dance (VFB : Franck Dacquin ; VQ : Jean-Luc Montminy) : le roi Tallious
- Toby Jones (VFB : Michel Hinderyckx ; VQ : François Sasseville) : Julie
- Noah Huntley : Head Knight
- Simon Farnaby (VQ : Frédéric Paquet) : Manious
- Rasmus Hardiker (VFB : Gauthier de Fauconval ; VQ : Olivier Visentin) : Courtney
- David Garrick : Daronius the Swift
- Amber Anderson : une  jeune femme prisonnière
- Laurence Doherty : un sous-fifre
- Caroline Grace-Cassidy : une servante (non crédité)
- B. J. Hogg : le conseiller des rois (non crédité)

## Réception
Votre Majesté a obtenu des critiques négatives dans les pays anglophones, avec un pourcentage de 26 % sur le site Rotten Tomatoes, basé sur 160 commentaires et une note moyenne de 4.2⁄10 et une moyenne de 31⁄100 sur le site Metacritic, basé sur 33 commentaires. Mary Pols du magazine Time l'a nommé comme l'un des pires films de l'année 2011.
Lors de sa première semaine d'exploitation, le film réalise un mauvais démarrage, puisqu'il se classe à la cinquième place du box-office américain et 12 millions de dollars de recettes engrangées et ne reste qu'au final six semaines à l'affiche avec 21,5 millions de dollars, rencontrant un échec commercial au vu de son budget (49,9 millions de dollars) et de son casting (le film est sorti deux mois après le sacre de Natalie Portman aux Oscars).